# گورلا ماجیوره
گورلا ماجیوره (به ایتالیایی: Gorla Maggiore) یک کومونه در ایتالیا است که در استان وارزه واقع شده‌است.

## خصوصیات
گورلا ماجیوره ۵٫۱۶ کیلومترمربع مساحت و ۵٬۰۹۷ نفر جمعیت دارد و ۲۵۴ متر بالاتر از سطح دریا واقع شده‌است.